# Polystichum taiwanense
Polystichum taiwanense là một loài thực vật có mạch trong họ Dryopteridaceae. Loài này được (Tagawa) C.M. Kuo mô tả khoa học đầu tiên năm 2002.